# Paulo Jacinto
Paulo Jacinto är en kommun i Brasilien.   Den ligger i delstaten Alagoas, i den östra delen av landet, 1 400 km nordost om huvudstaden Brasília. Antalet invånare är 7 426.
Omgivningarna runt Paulo Jacinto är huvudsakligen savann. Runt Paulo Jacinto är det ganska glesbefolkat, med 34 invånare per kvadratkilometer.